# Livo (Trente)
Pour les articles homonymes, voir Livo.
Livo est une commune italienne d'environ 900 habitants située dans la province autonome de Trente dans la région du Trentin-Haut-Adige dans le nord-est de l'Italie.

## Administration
| Période                                  | Période  | Identité       | Étiquette | Qualité |
| ---------------------------------------- | -------- | -------------- | --------- | ------- |
| 17/05/2010                               | En cours | Franco Carotta |           | employé |
| Les données manquantes sont à compléter. |          |                |           |         |

### Hameaux
- Preghena, Varollo-Scanna

### Communes limitrophes
Les communes limitrophes sont  Bresimo, Cis, Cles, Novella et Rumo.